# Henryk Zabiełło
Henryk Zabiełło fou un aristòcrata polonès, destacat pintor (Varsòvia 1785-1850). Es va donar a conèixer a Varsòvia des del 1819 i va exposar fins a 1825. Les seves obres principals són "Cor del Caputxins de Roma" i "Santa Filomena resant a la presó".